# French Lick
French Lick is een plaats (town) in de Amerikaanse staat Indiana, en valt bestuurlijk gezien onder Orange County. De plaats is het meest bekend als geboorteplaats van Amerikaanse basketbal legende Larry Bird.

## Demografie
Bij de volkstelling in 2000 werd het aantal inwoners vastgesteld op 1941.
In 2006 is het aantal inwoners door het United States Census Bureau geschat op 1920, een daling van 21 (-1,1%).

## Geografie
Volgens het United States Census Bureau beslaat de plaats een oppervlakte van
4,2 km², geheel bestaande uit land. French Lick ligt op ongeveer 170 m boven zeeniveau.

## Plaatsen in de nabije omgeving
De onderstaande figuur toont nabijgelegen plaatsen in een straal van 24 km rond French Lick.